# Danneborg
Danneborg är en del av stadsdelen Hovshaga i norra Växjö. Danneborg utgör södra, och därmed äldsta, delen av Hovshaga. Bebyggelsen utgörs uteslutande av enfamiljsvillor byggda från slutet av 1960-talet till tidigt 1970-tal. Majoriteten av gatorna är namngivna efter årets månader.